# 大関 (酒造メーカー)
大関株式会社（おおぜき、OZEKI CO.,LTD.）は、兵庫県西宮市に本社及び工場を置く日本の清酒製造メーカー。1合カップ容器入り清酒の先駈けとして知られる。また最近でもパイオニア精神が旺盛で、多岐に渡る新商品が軒を連ねる。
企業スローガンは「楽しい暮らしの大関」。

## 概要
正徳元年（1711年）に灘五郷の一つである今津郷で創業。本社は兵庫県西宮市今津出在家町にある。当主の長部家は辰馬家（白鹿・白鷹）、嘉納家（菊正宗・白鶴）、山邑家（櫻正宗）などと並ぶ灘五郷の旧家で、屋号は「大坂屋」。当主は七代目以降「文治郎」を襲名する。
樽廻船などの安全を期して、長部家が文化7年（1810年）に設置した今津灯台は、21世紀の今なお現役の航路標識として存在している。
当初、酒銘は「萬両」としたが、明治17年（1884年）より酒銘を「大関」としている。大相撲の大関が横綱に次ぐ番付であることから｢更に上を目指す｣意味を込めている。
1935年に株式会社長部文治郎商店に改組、1962年に大関酒造株式会社に社名を変更、280周年を迎えた1991年に商号から「酒造」を省いて現在の「大関株式会社」に変更した。
1964年に発売が開始された「ワンカップ大関」は、1合カップ容器入り清酒の元祖である。最盛期には1秒間に4個売れていたという。
CMソングの「酒は大関 心意気」（酒は大関こころいき）は、小林亜星の作詞・作曲。
2005年、経営難で民事再生法を申請した多聞酒造から「多聞」の商標及び製造・販売を譲り受けた。さらに2007年には清酒「金鹿」の醸造元で、2006年3月に民事再生法を申請して経営再建中であった灘酒造を傘下に収めた（灘酒造独自での酒の製造は大関に委託する形となった）。そして、2012年12月に灘酒造の解散により「金鹿」の商標を大関が取得した。
2011年、ワンカップ大関と「辛丹波」がモンドセレクション金賞を受賞し、以降9年連続で金賞を受賞している。
「大関総合研究所」では日本酒造りで培った技術を基にして得た醗酵技術を応用、「ヤタラーゼ」や「ウエスターゼ」といった大関独自の酵素も生産しており、その内数種類は国内特許も取得し、ライバル会社・宝ホールディングスの関連会社であるタカラバイオ等へ販売・供与している。
なお、神奈川県横浜市で飲食店を営んでいた株式会社大関酒造→株式会社大関（法人格は現在の相模鉄道）とは無関係である。

## 創業家
創業者は初代大坂屋長兵衛。長部家当主は七代目以降「長部文治郎」を襲名。
- 8代文治郎（文一、1851年生）[4]
- 9代文治郎（恒三郞、1873年生） - 8代の長男。妻のみねは清酒しら泉の醸造元・鷲尾家の娘。[4]
- 10代文治郎（昇一、1899年生） - 9代の長男。大阪高等商業学校出身。妻の萬千子は子爵脇坂安之の長女。[4]
- 11代文治郎（恒雄、1926年生） - 10代の長男。神戸経済大学卒業後、大関に入社し、1966年から2002年まで社長。1979年に清酒メーカーで初めて米国に進出し、現地生産を始めたほか、1980年には西宮市に発酵やバイオ分野研究の「大関総合研究所」を設立。灘五郷酒造組合理事長、日本酒造組合中央会副会長、西宮商工会議所会頭、兵庫県商工会議所連合会副会頭なども務めた。[5][4]

11代ののち、2002年より長部家縁戚（11代の従弟）の橋本康男（さくら銀行出身）が代表取締役社長を務め、2010年には西川定良（1953年生。静岡大学卒、さくら銀行出身）が初の創業家外の代表取締役社長として就任した。2017年には11代文治郎の姪（11代の弟・長部二郎の長女）長部訓子が初の女性トップとして代表に就任し、7年ぶりに創業家出身者が社長に返り咲いた。

## 商品

### 日本酒

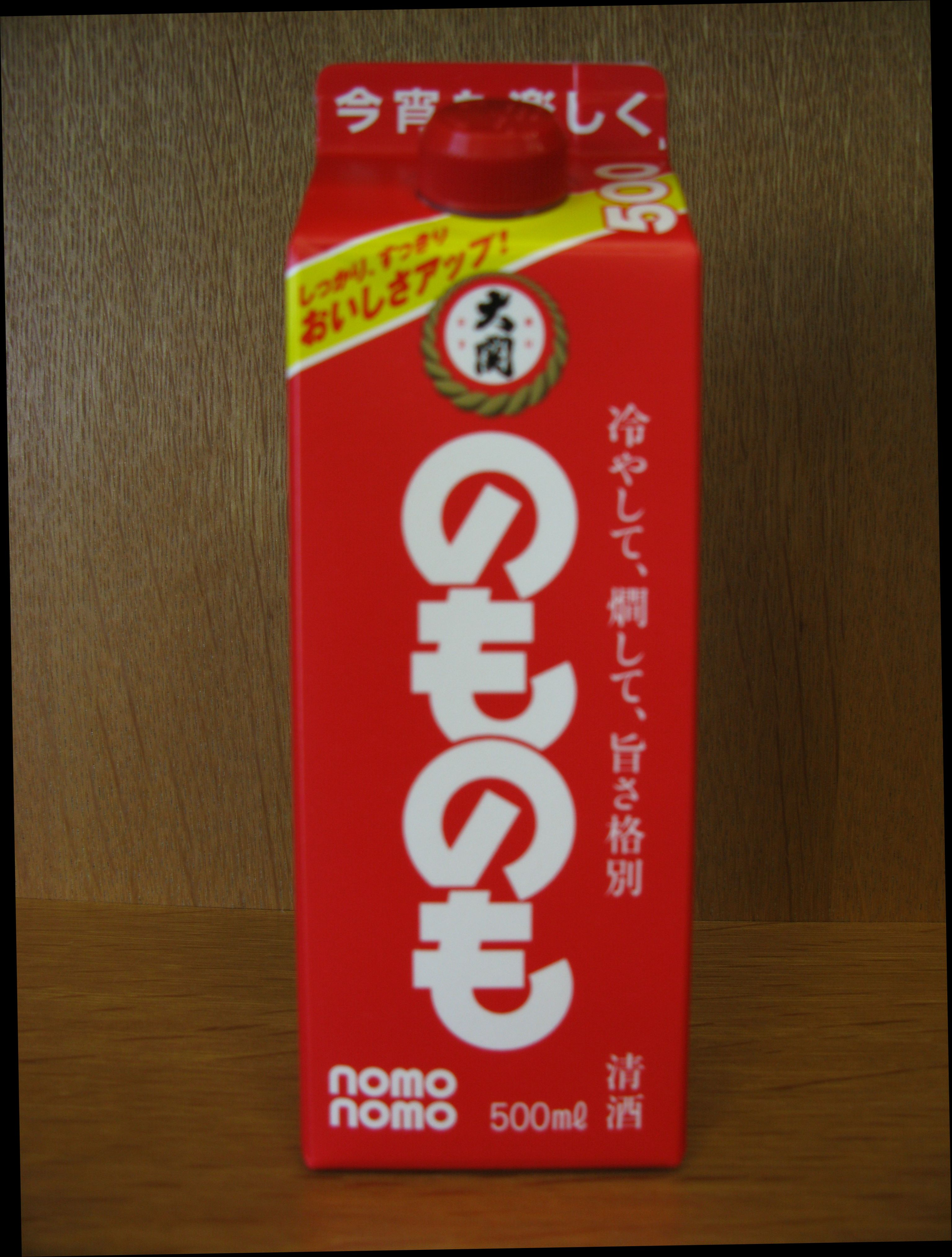
大関のものも

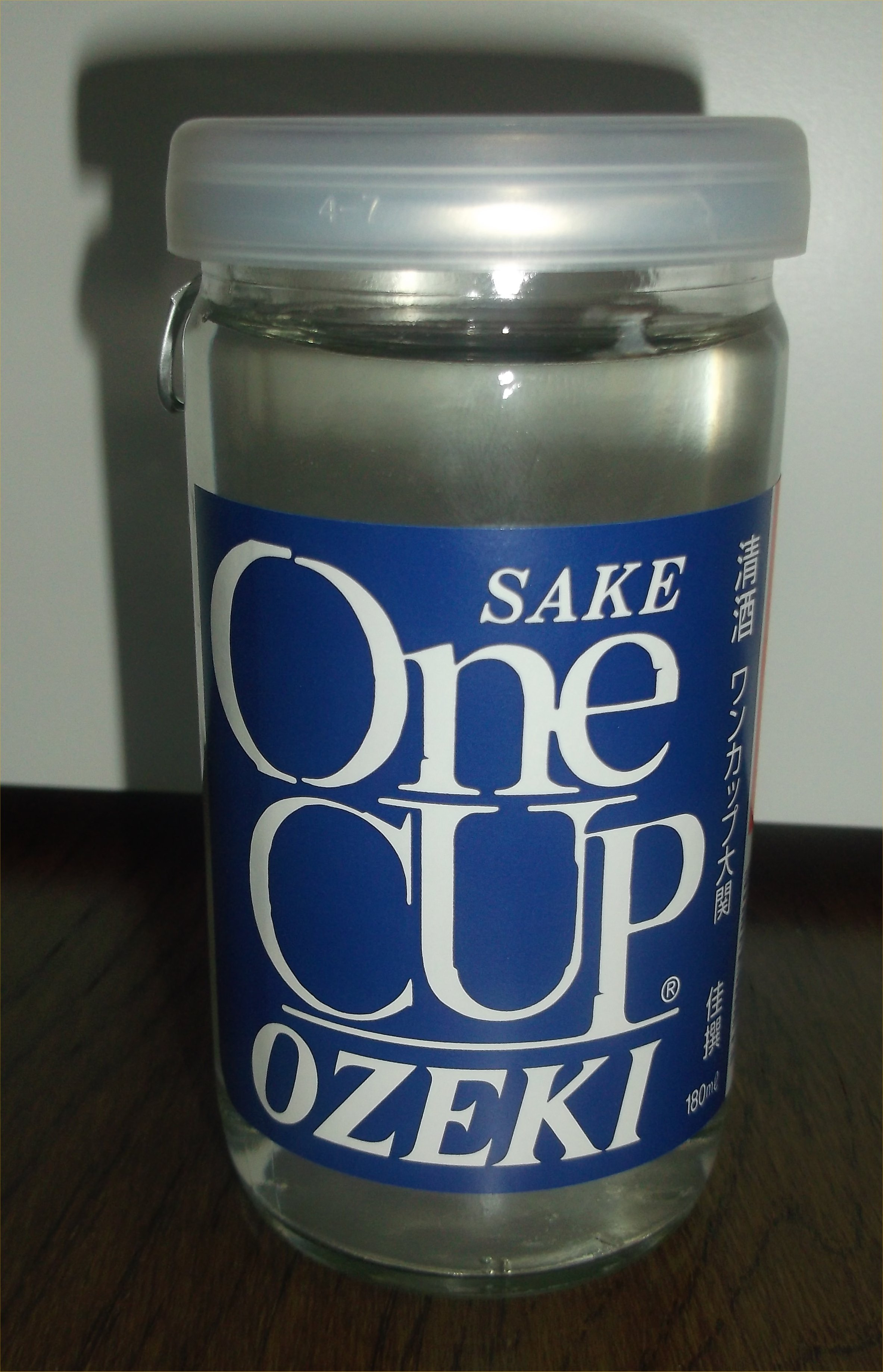
ロングセラーのワンカップ「大関」

#### 吟醸酒
- 超特撰 純米大吟醸酒 十段仕込
- 超特撰 大坂屋 長兵衛 大吟醸
- 超特撰 大吟醸 長寿
- 大関 大吟醸
- ワンカップ 大吟醸
- ワンカップ ミニ大吟醸

#### 純米酒
- 創家 大坂屋 純米大吟醸
- 特撰 特別純米酒 山田錦
- 辛丹波 純米酒
- 純米しぼりたて
- 大関 純米酒
- ワンカップ大関 純米酒（生協限定品）

#### 定番酒
- 特撰 金冠 本醸造酒
- 上撰 金冠
- 佳撰 金冠
- 上撰 金冠 辛口
- 銀冠
- 上撰 辛丹波
- 上撰 慶祝
- 極上の甘口
- 上撰 金冠 ワンカップ
- 佳撰 ワンカップ
- ワンカップジャンボ
- ワンカップミニ
- ワンカップ 淡麗辛口
- のものも
- あまくち大関

#### 生貯蔵酒
- 上撰 辛丹波 生貯蔵
- 大関 生貯蔵酒

#### 樽酒
- 上撰 金冠 樽酒
- 上撰 金冠 菰冠木樽詰

#### にごり酒・微発泡酒
- 夢みるまえのひつじ
- 辛丹波にごり
- 花泡香

#### 多聞
- 多聞 上撰
- 多聞 生粋
- 多聞 爽 生貯蔵酒
- 多聞 うすにごり
- 多聞 生粋生貯蔵

#### 金鹿
- 生粋 金鹿

### 焼酎

#### 芋
- 吹上デコ（芋）
- かいこうず
- 古薩摩甕仕込み
- 黒古薩摩甕仕込み
- 小松帯刀
- せごどん
- 安納芋
- 山川紫
- 吹上（芋）
- 吹上颯爽（芋）
- 芋酎カップ

#### 麦
- 吹上蔵 長期貯蔵
- びっきり
- ん・んまか
- 吹上（麦）
- 麦酎カップ

### 調味料
- 大関の酒蔵本みりん
- 厨房料理酒

### 梅酒・リキュール他

#### 梅酒
- もも梅酒
- ゆず梅酒
- 完熟梅酒
- にごり梅酒

#### リキュール他
- わが家のレモンサワーの素
- わが家のレモンサワーの素ZERO
- わが家のレモンサワーの素ZEROクエン酸プラス
- わが家のプレーンサワーの素ZERO
- わが家のゆずサワーの素

### 甘酒・食品
- 大関 甘酒
- 大関 おいしい甘酒
- 肉吸いの素

### 化粧品
- 蔵元発 灘
- 酒粕石鹸

## 関連会社
- オーゼキ・エフ・アンド・シー株式会社（兵庫県西宮市）
- 大和酒造株式会社（佐賀県佐賀市）
- 鳴滝酒造株式会社（佐賀県唐津市）
- 白菊酒造株式会社（岡山県高梁市）

## 受賞歴
全国新酒鑑評会
平成14酒造年 - 30酒造年
- 「大関」金賞受賞 - 平成30年受賞

## CM出演者
- 眞木美咲パメラ（2015年、花泡香）
- 指原莉乃（2014年、ワンカップ大関、ワンカップO（オー））
- 森山周一郎（2014年、声のみ。ワンカップ大関、ワンカップO（オー））
- 瀬川アニータ（2013年、大関甘酒）
- 貫地谷しほり（2010年、ワンカップ大関）
- 稲垣吾郎（2009年、田宮二郎のCMをリメイク）
- 河野由佳（2009年、同上、磯野洋子との共演をリメイク）
- 西田敏行（大関、はこのさけ、本生（仲村トオルと共演したものもある））
- 田村正和（大関、ワンカップ大関）
- 石川さゆり（歌のみ）
- 中村玉緒（のものも、ワンカップ大関）
- 田宮二郎（『酒は大関 心意気』のキャッチコピーを利用したCMは田宮出演のCMが最初）
- 加藤登紀子（歌のみ。田宮版と稲垣版のCMソング）
- 磯野洋子（田宮二郎と共演）
- 太地喜和子（同上）
- 金子信雄（同上）
- 5代目柳家小さん、マキシーン・ヴァンクリーフ（同上）
- 泉大助 （はこのさけ）
- 角野卓造（2008年には黄桜のCMに出演）
- 中島みゆき（ワンカップ大関）
- かとうれいこ（ワンカップ大関）
- 山田花子
- 小沢健二（ワンカップ大関）
- ジミー大西（ワンカップ大関）
- 萩尾みどり
- 高橋ひとみ
- 陣内孝則（はこのさけ、生酒）
- スージー・クアトロ（サケロック大関）
- 萩原健一（ワンカップ大関）
- 高石ともや（歌のみ。ワンカップ大関のCMソング）
- 越路吹雪
- 岡崎友紀
- 仲村トオル（ワンカップ大関、本生（西田敏行と共演））
- 渡哲也（大関、玄米酒） - 松竹梅のイメージが強いが、石原裕次郎が健在だった1980年代半ばまでは「石原軍団の大関（石原は横綱という解釈）」として大関のCMに出演していた。キャッチフレーズは「心が渡る。」で、CMソングの歌詞も渡の名を生かしたものだった。

※その他、声の出演で1985年の「のものも」のCMのナレーションに当時『まんが日本昔ばなし』の語り手で有名だった常田富士男・市原悦子が起用されたことがある。

## 番組スポンサー
現在
- 笑点 特大号（BS日テレ）
- 登紀子とYaeの地球に乾杯!（ラジオ関西）
- ニッポン放送ショウアップナイター（ニッポン放送）
- CBCドラゴンズナイター（CBCラジオ）
- オールナイトニッポン（ニッポン放送・NRN系列）（月 - 金曜）2020年4月より、「ワンカップ大関」名義

過去
- 行列のできる法律相談所（日本テレビ系）
- スーパースペシャル（日本テレビ系）
- 大追跡（日本テレビ系）
- THE夜もヒッパレ（日本テレビ系）
- 月曜ミステリーシアター（TBS系）※ヒッチハイク、2013年4月より最終回まで。
- JNNニュースデスク
- ゴールデン洋画劇場（フジテレビ系）
- 雑学家族（テレビ朝日系）
- 全日本大学大学女子駅伝（ABC・朝日放送・テレビ朝日系列、1987年・大阪時代）
- 三四郎のオールナイトニッポン0(ZERO)（ニッポン放送）
- 明石のいんでしょ大作戦!（STVラジオ）2024年5月より2025年3月まで、「多聞」名義

など。現在は週替わりが多く、基本的にはスポットCM中心。

## 大相撲と「清酒大関」
- 大関株式会社は大相撲の幕内最高優勝賞品に「酒の司 大関賞」として毎年6回行われる本場所の幕内優勝力士に同賞の表彰状と金一封・大尽杯、副賞として「大関」の四斗樽と「ワンカップ大関」の一年分が贈られる。また、本場所の懸賞にも長年にわたり提供しており、懸賞幕が出てきた際の場内アナウンスは「灘の酒・清酒大関」とアナウンスされる。それ以前は「楽しい暮らしを提案する大関株式会社」（社名変更時）で、更にその前は「灘の清酒、大関 醸造元」と、それぞれアナウンスしていた。これらの活動を機に日本相撲協会とサスティナビリティパートナー契約[注 2]を2023年1月より締結している[10]。